# Saint-Ouen-le-Brisoult
Saint-Ouen-le-Brisoult és un municipi francès situat al departament de l'Orne i a la regió de Normandia. L'any 2007 tenia 138 habitants.

## Demografia

### Població
El 2007 la població de fet de Saint-Ouen-le-Brisoult era de 138 persones. Hi havia 52 famílies de les quals 16 eren unipersonals (16 dones vivint soles i 16 dones vivint soles), 16 parelles sense fills i 20 parelles amb fills.
La població ha evolucionat segons el següent gràfic:
Habitants censats

### Habitatges
El 2007 hi havia 89 habitatges, 54 eren l'habitatge principal de la família, 26 eren segones residències i 9 estaven desocupats. Tots els 87 habitatges eren cases. Dels 54 habitatges principals, 45 estaven ocupats pels seus propietaris, 8 estaven llogats i ocupats pels llogaters i 1 estava cedit a títol gratuït; 4 tenien dues cambres, 16 en tenien tres, 15 en tenien quatre i 19 en tenien cinc o més. 43 habitatges disposaven pel capbaix d'una plaça de pàrquing. A 29 habitatges hi havia un automòbil i a 21 n'hi havia dos o més.

### Piràmide de població
La piràmide de població per edats i sexe el 2009 era:
| Homes | Edats   | Dones |
| ----- | ------- | ----- |
| 0     | 95 o +  | 0     |
| 0     | 90 a 94 | 0     |
| 0     | 85 a 89 | 4     |
| 0     | 80 a 84 | 0     |
| 4     | 75 a 79 | 8     |
| 0     | 70 a 74 | 0     |
| 0     | 65 a 69 | 4     |
| 8     | 60 a 64 | 4     |
| 4     | 55 a 59 | 4     |
| 4     | 50 a 54 | 4     |
| 0     | 45 a 49 | 4     |
| 4     | 40 a 44 | 0     |
| 8     | 35 a 39 | 0     |
| 4     | 30 a 34 | 4     |
| 4     | 25 a 29 | 4     |
| 4     | 20 a 24 | 0     |
| 0     | 15 a 19 | 0     |
| 4     | 10 a 14 | 0     |
| 4     | 5 a 9   | 4     |
| 4     | 0 a 4   | 0     |

## Economia
El 2007 la població en edat de treballar era de 78 persones, 55 eren actives i 23 eren inactives. De les 55 persones actives 50 estaven ocupades (30 homes i 20 dones) i 5 estaven aturades (2 homes i 3 dones). De les 23 persones inactives 7 estaven jubilades, 8 estaven estudiant i 8 estaven classificades com a «altres inactius».

### Ingressos
El 2009 a Saint-Ouen-le-Brisoult hi havia 53 unitats fiscals que integraven 139 persones, la mediana anual d'ingressos fiscals per persona era de 14.137 €.

### Activitats econòmiques
L'únic establiment que hi havia el 2007 era d'una empresa de construcció.
L'únic servei als particulars que hi havia el 2009 era un paleta.
L'any 2000 a Saint-Ouen-le-Brisoult hi havia 17 explotacions agrícoles.

## Poblacions més properes
El següent diagrama mostra les poblacions més properes.